# Lud (jornal)
Lud foi um periódico da cidade de Curitiba, estado brasileiro do Paraná.

## História
O Lud (que em polonês quer dizer "povo") foi fundado em 2 de outubro de 1920 pela congregação dos padres vicentinos de Curitiba como um jornal quinzenal e em língua polonesa para ser um periódico de variedades e também manter informado os imigrantes polacos sobre assuntos sócio-políticos de sua terra natal. Seu editorial tinha um caráter eclesiástico-conservador e sua circulação atendia as colônias polonesas no Brasil, Argentina e dos Estados Unidos da América. Suas máquinas e tipografia foram compradas pelos padres do jornal “Gazeta Polska w Brazylii” e sua tiragem, nos melhores momentos, foram de 25 mil exemplares. 
O jornal faz parte da chamada "imprensa de imigração" que ocorreu no sul do Brasil, criados para atender as mais variadas colonias de imigrantes que se estabeleceram nesta região, entre o final do século XIX e início do século XX, e o Lud foi, destes periódicos, o de maior longevidade editorial. 
Com a perseguição do governo de Getúlio Vargas, entre os anos de 1940 e 1946, o Lud deixou de circular, para retornar somente em 1947 com um novo formato, bilíngue (polaco e em português) e semanal.
Em 1989 o jornal mudou seu título para Nowy Lud, porém, poucos anos depois retornou ao seu nome original e em 1999 foi extinto, quando houve o declínio insustentável de seus assinantes.